# Béatrice Haldas
Béatrice Haldas (* 8. Februar 1944 in Genf; † 3. Dezember 1987 in Nyon, heimatberechtigt in Genf) war eine Schweizer Opernsängerin (Sopran).

## Leben
Béatrice Haldas, Tochter des Schweizer Schriftstellers und Übersetzers Georges Haldas, absolvierte zunächst ein Universitätsstudium in Bern. Sie studierte Philosophie sowie französische und italienische Literaturwissenschaft und schloss mit Diplom ab. Ihre Gesangsausbildung erfolgte anfangs am Konservatorium in Genf bei Juliette Bise, später dann bei dem bekannten Gesangslehrer Arturo Merlini in Mailand. 1973 gewann sie den Nationalen Schweizer Gesangswettbewerb. An der Musikakademie von Lausanne gewann sie den «Prix de virtuosité» und legte damit ihr Konzertdiplom ab.
Sie debütierte 1976 als Opernsängerin am Stadttheater Bern mit der Rolle der Gräfin Almaviva in Mozarts Oper Le nozze di Figaro. In der Spielzeit 1975/76 sang sie dort auch die Pallas Athene in der Schweizer Erstaufführung der Oper Il ritorno d’Ulisse in patria von Claudio Monteverdi. Von 1977 bis 1979 war Haldas als Ensemblemitglied am Stadttheater Basel engagiert. Sie sang dort Rollen wie die Ilia in Idomeneo, Cleopatra in Giulio Cesare, Micaëla in Carmen und Fiordiligi in Così fan tutte. 1979 folgte ein erfolgreiches Gastspiel als Euridice in Christoph Willibald Glucks Oper Orfeo ed Euridice an der Opéra du Rhin in Strassburg.
1979 wurde sie an die Hamburgische Staatsoper engagiert, der sie bis zu ihrem Tode 1987 angehörte, davon bis 1985 als festes Ensemblemitglied. In Hamburg sang Haldas schwerpunktmässig das lyrische Rollenfach mit einer für sie charakteristischen, «lateinisch-romanischen» Stimme. Im September 1981 übernahm sie dort in der Premiere der Zemlinsky-Oper Der Geburtstag der Infantin die Rolle der Zofe Ghita. Im November 1982 sang sie erneut die Ghita und gestaltete sie als «empfindsame» Zofe.
Regelmässig sang sie an der Hamburgischen Staatsoper seit der Premiere in der Spielzeit 1979/80, damals alternierend mit Katia Ricciarelli, bis zur Spielzeit 1984/85 die Micaëla in Carmen. Im Februar 1984 sang  sie in Hamburg die Micaëla neben Corneliu Murgu unter der musikalischen Leitung von Jacques Delacôte. In der Spielzeit 1983/84 übernahm sie die Liù in einer Neuinszenierung von Turandot (Premiere: Oktober 1983, Regie: Giancarlo Del Monaco) mit weiteren Aufführungsserien im Februar 1984, im November 1984, im Juni 1985 und im Dezember 1985. In der Spielzeit 1983/84 gab sie im März 1984 in einer Aufführungsserie von Le nozze di Figaro ihr Rollendebüt als Gräfin Almaviva.
Zu ihren weiteren Hamburger Rollen gehörten: Pamina in Die Zauberflöte, Zerlina in Don Giovanni, Antonia in Hoffmanns Erzählungen (Premiere: Mai 1981; Regie: Jürgen Flimm) und Mimi in La Bohème (Rollendebüt am Stadttheater Luzern; in Hamburg u. a. in der Spielzeit 1983/84).  In der Spielzeit 1985/86 sang sie als neue Partie die Marzelline in Fidelio; sie war eine «volltönend und schön singende und im Spiel angenehmere Marzelline als ihre Rollenvorgängerinnen».
Als Ensemblemitglied übernahm Haldas gelegentlich auch kleinere Partien, wie Echo in Ariadne auf Naxos (Spielzeit 1983/84; Aufführungsserie im Juni 1984) und die 1. Dame in Mozarts Die Zauberflöte (in den Spielzeiten 1984/85 und 1985/86 mit Aufführungsserien im Dezember 1984 und Mai 1985). In der Spielzeit 1986/87 sang sie in zwei Aufführungsserien im Januar/Februar 1987 in der Wiederaufnahme des Zemlinsky-Abends erneut die Rolle der Ghita, die sie «mit rührender Darstellung» verkörperte. Dies waren zugleich auch ihre letzten Auftritte an der Hamburgischen Staatsoper. Die Partie der Ghita sang sie bei Gastspielen der Hamburgischen Staatsoper auch in Edinburgh, Wien und zuletzt im Juni 1987 in Amsterdam.
In der Spielzeit 1982/83 sang sie am Luzerner Theater die Mimì in La Bohème. 1984 gastierte sie mit dem Ensemble der Oper Zürich bei den Wiesbadener Maifestspielen, wo sie die Micaëla in Carmen an der Seite von Agnes Baltsa und José Carreras sang, und «ihren warmen Sopran herrlich aufblühen ließ».
Haldas trat auch als Konzertsängerin auf. Sie gab Konzerte in Rom (mit Gerd Albrecht und Yehudi Menuhin), mit dem Orchestre de la Suisse Romande (unter Horst Stein) und dem Tonhalle-Orchester Zürich (unter Sergiu Celibidache). Sie gastierte u. a. beim Grenada Festival, beim Festival International Echternach und beim Festival «Sagra Musicale Umbra» in Perugia. Mit der Staatsphilharmonie Rheinland-Pfalz und dem Beethoven-Chor Ludwigshafen sang sie 1981 in Ludwigshafen am Rhein und Landau die Sopranpartie in dem Oratorium Elias von Felix Mendelssohn Bartholdy. Beim Musikverein Essen sang sie unter der musikalischen Leitung von Heinz Wallberg das Sopransolo in der Matthäus-Passion (1983) und in der Johannes-Passion (1985). Mit dem Trierer Bachchor und dem RTL-Sinfonieorchester unter der musikalischen Leitung von Leopold Hager übernahm sie 1985 in der Basilika Echternach die Sopranpartie in der Ode Das Alexander-Fest von Georg Friedrich Händel. Mit dem Münchner MotettenChor sang sie im November 1986 den Sopranpart in Händels Oratorium Der Messias.
Haldas verfügte über eine «warmtimbrierte, jugendliche» Sopranstimme. Sie machte Radioaufnahmen bei vielen ausländischen und deutschen Radioanstalten. Von Haldas liegen ausserdem mehrere Tondokumente auf Langspielplatte und CD vor. Mit ihr existiert auch eine Ton- und Videoaufzeichnung des Weihnachtsliedes Stille Nacht, heilige Nacht (1978), die wiederholt zu Weihnachten im Fernsehen, meist in den Regionalprogrammen der ARD, ausgestrahlt wird. In mehreren bei YouTube hochgeladenen Versionen wird als Entstehungsjahr der Aufnahme 1978 angegeben. 1980 trat sie auch als Sängerin in der Fernsehshow Einer wird gewinnen auf.
Haldas starb Anfang Dezember 1987 nach langer, schwerer Krankheit. Für Ende Dezember 1987 hatte sie noch Engagements als Antonia in Hoffmanns Erzählungen am Brüsseler Opernhaus La Monnaie. Am 31. Dezember 1987 hätte sie in Brüssel ausserdem die Sopran-Partie in Beethovens 9. Sinfonie singen sollen.

## Diskografie
- Cherubini: Chant sur la mort de Joseph Haydn (Sopran). RSO Berlin 1982 (Acanta LP)
- Haydn: Die sieben letzten Worte unseres Erlösers am Kreuze (Sopran). RSO Berlin 1982 (RCA LP)
- Hindemith: Mörder, Hoffnung der Frauen (3. Mädchen). RSO Berlin (Wergo CD)
- Honegger: Le Roi David (Sopran). Radio der deutschen und der rätoromanischen Schweiz 1981 (Musikverlag zum Pelikan LP)
- Moret: Mendiant du Ciel bleu (Sopran). Radio Suisse Romande 1981 (Musiques Suisses CD)
- Pfitzner: Der arme Heinrich (Agnes). WDR (House of Opera CD)
- Puccini: Turandot (Liu). Hamburg 1983 (House of Opera CD)
- Puccini: Turandot (Liu). Hamburg 1985 (House of Opera CD)
- Strauss: Ariadne auf Naxos (Echo). Hamburg 1979 (House of Opera CD)
- Zemlinsky: Der Geburtstag der Infantin (Ghita). RSO Berlin 1984 (Schwann CD)